# Evippomma plumipes
Evippomma plumipes là một loài nhện trong họ Lycosidae.
Loài này thuộc chi Evippomma. Evippomma plumipes được Roger de Lessert miêu tả năm 1936.